# Дърво
Вижте пояснителната страница за други значения на Дърво.
Дърветата са многогодишни растения с голям ръст на стеблото, които, подобно на храстите и за разлика от тревистите растения, използват дървесината като своя структурна тъкан.
Не съществува строго и общоприето разграничение между дървета и храсти. Обикновено за дървета се приемат дървесни растения с отчетливо апикално доминиране, при което множество вторични клони се поддържат от единично основно стъбло (ствол). Често към тази характеристика се добавя и допълнително условие за височината на зрялото растение, която според различни автори трябва да бъде поне 3 до 6 m, или за диаметъра на стъблото, който трябва да бъде поне 10 cm. В сравнение с повечето други растения, дърветата имат дълъг живот, като някои могат да достигнат възраст от няколко хиляди години и височина до 115 m.
Дърветата са разпространени на почти цялата суша на земята, с изключение на пустините, и представляват важен компонент на биосферата, тъй като възпрепятстват почвената ерозия и създават защитена екосистема във и под своята корона. Големите групи близко разположени дървета образуват специфични ландшафти, наричани гори. Дърветата играят съществена роля за образуването на кислород и намаляването на въглеродния диоксид в атмосферата, както и за намаляване на вариациите в температурата на терена.
Дърветата се използват в ландшафтната архитектура, заради тяхната естетическа привлекателност, и в селското стопанство като овощни култури. Дървесината, добивана от тях, е материал с широко приложение в строителството и в производството на различни продукти, като мебели и хартия, а в много части от света служи и като основен източник на енергия. Дърветата присъстват и в културата и митологията на много народи по света.
Частта от ботаниката, която разглежда дървесните растения се нарича дендрология.

## Класификация
| Летен дъб (Quercus robur), широколистно дърво от отдел Покритосеменни |  | Бял бор (Pinus sylvestris), иглолистно дърво от клас Иглолистни |
| Летен дъб (Quercus robur), широколистно дърво от отдел Покритосеменни |  | Бял бор (Pinus sylvestris), иглолистно дърво от клас Иглолистни |

Макар дърветата да споделят някои общи морфологични характеристики, те не представляват обособена група от гледна точка на филогенията. В съвременната таксономия дървета присъстват в множество различни разреди и семейства, като често не всички представители на тези групи са дървета. Дървесната форма еволюира по самостоятелен път при различни несвързани групи растения като реакция към сходни условия на средата, което прави от нея класически пример на паралелна еволюция.
Най-древните дървета са дървесните папрати, хвощове и плауни, които растат в горите на карбонския период. Дървесни папрати съществуват и днес, но хвощовете и плауните не се срещат в дървесна форма в наши дни. През триаския период, се появяват иглолистните, гинковите, цикасовите и други голосеменни растения, много от които са дървета. През креда се появяват и първите покритосеменни растения.
Днес броят на видовете дървета се оценява на около 100 хиляди или около 1/4 от броя на всички растителни видове. Повечето от тях растат в тропическите области, много от които не са добре изследвани, поради което разнообразието и ареалите на видовете дървета не е напълно изучено.
Съвременните дървета показват голямо разнообразие на жизнени форми, вид и форма на листата, характеристики на кората и репродуктивните органи. Повечето от тях принадлежат на две големи таксономични групи – Покритосеменни (Magnoliophyta) и Иглолистни (Pinopsida). От гледна точка на формата на листата, дърветата са широколистни или иглолистни, като почти всички покритосеменни са широколистни. Дървесината, получена от широколистните дървета традиционно се нарича твърда дървесина, а тази на иглолистните дървесни видове се нарича мека дървесина. От гледна точка на жизнения цикъл на листата дърветата се разделят на вечнозелени и листопадни, като почти всички иглолистни са вечнозелени, а повечето широколистни в умерения пояс са листопадни.

## Морфология
Основните части на дърветата са корени, стъбло, клони и листа. Стъблото и клоните са изградени главно от поддържащи и проводящи тъкани (ксилем и флоем). Дървесината е съставена от ксилемни клетки, а кората – от флоем и други тъкани. Дърветата се разделят на екзогенни и ендогенни, в зависимост от начина, по който нараства дебелината на техните клони и стъбло. Екзогенните дървета, към които се причисляват повечето видове, всички иглолистни и почти всички широколистни, растат с добавяне на нова дървесина навън, непосредствено под кората. Ендогенните дървета, които са предимно едносемеделни и кактусови, растат чрез образуване на дървесина във вътрешността.
Годишни пръстени образуват при растежа си екзогенните дървета, като новата дървесина се отлага концентрично върху по-старата. При видовете, растящи в области с изразени сезони, дървесината, образувана в различни части на годината, има различен цвят или коравина, като на всяка година обикновено съответства двойка пръстени, светъл и тъмен. В областите с по два сухи и влажни сезона всяка година се образуват по четири пръстена, а в някои полупустинни райони с нередовни валежи пръстените могат да съответстват и на отделен валеж. В екваториалните области с постоянен през годината климат растежът е непрекъснат и годишни пръстени не се наблюдават. Годишни пръстени няма и при ендогенните растения.
При дърветата, образуващи годишни пръстени, те могат да бъдат използвани за определяне на възрастта на дървото. По този начин може да бъде определяна възрастта на дървета от миналото. Археологическият метод, основан на това свойство, се нарича дендрохронология.
Корените на дърветата обикновено са разположени под земята, като осигуряват механична опора за надземната биомаса и абсорбират вода и хранителни вещества от почвата. Макар хранителните вещества от почвата да са важни за растежа на дървото, основната част от неговата биомаса, над 90%, идва от въглеродния диоксид, абсорбиран от атмосферата чрез фотосинтеза Над повърхността на земята стъблото дава височина на клоните, по които са разположени листата, което помага при конкуренцията с останалите растения за достъп до слънчевата светлина. При много видове разположението на клоните оптимизира излагането на листата на слънчева светлина.
Не всички дървета имат всички изброени растителни органи. Например, повечето палмови дървета нямат клони, кактусът сагуаро няма функционални листа, дървесните папрати не образуват кора и т.н. Въпреки това, въз основа на тяхната обща форма и размер те обикновено са разглеждани като дървета. Растителната форма, подобна на дърво, но обикновено с по-малки и не единични стъбла или клони, израстващи малко над повърхността на земята, се нарича храст, макар че не е възможно прецизното разграничаване между дървета и храсти.

## Екологична роля
Много от регионите и екосистемите на Земята се определят като такива в зависимост от вида и гъстотата на дърветата, които растат в тях.
Почти винаги може да се определи като център на консорция. Това се дължи на факта, че дърветата са способни да образуват голямо количество биомаса, която служи за храна на редица организми, а също така осигуряват подслон и места за гнездене за множество птици, бозайници, влечуги и насекоми. Възникналите в резултат взаимоотношения могат да бъдат както положителни така и отрицателни.

## Галерия
- Магнолия
- Ела
- Плачеща върба
- Дъбови листа и жълъди
- Aloe dichotoma